# Will Estes
William Estes Nipper (Los Angeles, 21 ottobre 1978) è un attore statunitense.

## Biografia
Dopo aver realizzato vari spot commerciali all'inizio della sua carriera, ancora bambino, è stato scelto tra oltre 700 giovanissimi candidati per la serie televisiva ispirata alle avventure di Lassie realizzata tra la fine degli anni ottanta e l'inizio degli anni novanta (partecipando a essa con il nome di Will Nipper), che è servita da trampolino di lancio per l'attore. Ha frequentato una scuola secondaria privata, diplomandosi a giugno dell'anno 1996.
Nel 2000 ha lavorato, nel film U-571, insieme a Tom Guiry, appena più giovane di lui, il quale, come Estes, aveva preso parte, da bambino, a una produzione ispirata alle avventure di Lassie (nel suo caso si trattava di un film del 1994). È noto inoltre al grande pubblico per il ruolo di J.J. Pryor nella serie televisiva American Dreams, e per quello di Jamie Reagan nell'altra serie TV Blue Bloods.

## Filmografia parziale

### Cinema
- Dutch è molto meglio di papà (Dutch), regia di Peter Faiman (1991)
- Gli anni dei ricordi (How to Make an American Quilt), regia di Jocelyn Moorhouse (1995)
- Blue Ridge Fall, regia di James Rowe (1999)
- U-571, regia di Jonathan Mostow (2000)
- Mimic 2, regia di Jean de Segonzac (2001)
- New Port South, regia di Kyle Cooper (2001)
- May, regia di Lucky McKee (2002)
- Matrimonio tra amici (Not Since You), regia di Jeff Stephenson (2009)
- Magic Valley, regia di Jaffe Zinn (2011)
- Il cavaliere oscuro - Il ritorno (The Dark Knight Rises), regia di Christopher Nolan (2012)
- Mission Park (Line of Duty), regia di Bryan Ramirez (2013)
- Automotive, regia di Tom Glynn (2013)

### Televisione
- Santa Barbara – soap opera, 1 puntata (1988)
- Autostop per il cielo (Highway to Heaven) – serie TV, 2 episodi (1988)
- Murphy's Law – serie TV, 1 episodio (1989)
- Lassie (The New Lassie) – serie TV, 35 episodi (1989-1992)
- Volo 243: atterraggio di fortuna (Miracle Landing) – film TV, regia di Dick Lowry (1990)
- Menu for Murder – film TV, regia di Larry Peerce (1990)
- Harry e gli Henderson (Harry and the Hendersons) – serie TV, 1 episodio (1992)
- Baywatch – serie TV, 1 episodio (1992)
- It Had to Be You – serie TV, 6 episodi (1993)
- Assassino per amore (When Love Kills: The Seduction of John Hearn) – film TV, regia di Larry Elikann (1993)
- Una bionda per papà (Step by Step) – serie TV, 1 episodio (1994)
- Crescere, che fatica! (Boy Meets World) – serie TV, 3 episodi (1994-1996)
- Gli amici di papà (Full House) – serie TV, 2 episodi (1995)
- Kirk – serie TV, 31 episodi (1995-1996)
- Il mondo segreto di Alex Mack (The Secret World of Alex Mack) – serie TV, 6 episodi (1997-1998)
- Meego – serie TV, 12 episodi (1997)
- Un detective in corsia (Diagnosis Murder) – serie TV, 1 episodio (1998)
- Kelly Kelly – serie TV, 7 episodi (1998)
- Settimo cielo (7th Heaven) – serie TV, 5 episodi (1999-2000)
- Il fuggitivo (The Fugitive) – serie TV, 1 episodio (2000)
- The Familiar Stranger – film TV, regia di Alan Metzger (2001)
- American Dreams – serie TV, 61 episodi (2002-2005)
- See You in My Dreams – film TV, regia di Graeme Clifford (2004)
- Il pontile di Clausen (The Dive From Clausen's Pier) – film TV, regia di Harry Winer (2005)
- Law & Order - Unità vittime speciali (Law & Order: Special Victims Unit) – serie TV, 1 episodio (2006)
- Reunion – serie TV, 13 episodi (2005-2006)
- Eleventh Hour – serie TV, 1 episodio (2008)
- In Plain Sight - Protezione testimoni (In Plain Sight) – serie TV, 1 episodio (2009)
- The Cleaner – serie TV, 1 episodio (2009)
- Stalking - La storia di Casey (Shadow of Fear) – film TV, regia di Michael Lohmann (2012)
- Blue Bloods – serie TV, 127 episodi (2010-2024)

## Riconoscimenti
Estes ha conquistato 4 nomination concernenti gli Young Artist Awards, delle quali 3 per la serie riguardante Lassie, consecutivamente, negli anni dal 1990 al 1992.

## Doppiatori italiani
Nelle versioni in italiano delle opere in cui ha recitato, Will Estes è stato doppiato da:
- David Chevalier in Kirk, American Dreams, Blue Bloods
- Simone Crisari in Lassie, Mimic 2
- Marco Vivio in Meego, Settimo cielo
- Massimiliano Alto ne Il mondo segreto di Alex Mack, New Port South
- Emiliano Coltorti in U-571, Reunion
- Alberto Caneva in Matrimonio tra amici
- Davide Perino ne Il cavaliere oscuro - Il ritorno
- Renato Novara in Stalking - La storia di Casey
- Alessandro Bianchi in Mission Park